# 匈牙利—罗马尼亚关系
匈罗两国之间的外交关系可以追溯至中世纪，历史上的瓦拉幾亞以及摩達維亞也算在罗马尼亚的范畴之内，匈牙利和罗马尼亚作为两个现代国家的外交往来始于罗马尼亚联合公国成立之时。
目前，匈罗两国的间的边境线长443千米，两国都是欧盟和北约成员国.

## 双边关系
匈牙利在罗马尼亚加入欧盟的过程中给予了关键支持，两国间关系愈发密切。罗马尼亚国内的政党“在罗匈牙利人民主联盟”（Democratic Alliance of Hungarians in Romania）在1996年到2008年之间以及2009年至今的每一届罗马尼亚议会中都有席位。1996年，罗马尼亚与匈牙利签订了一份双边基本条约，解决了两国间的主要分歧，为更加紧密的合作关系打下了基础。

## 贸易关系
2012年，匈罗两国间的国际贸易总额达到了73亿欧元，匈牙利向罗马尼亚出口的货物总价值24亿欧元，罗马尼亚向匈牙利出口的货物总价值49亿欧元。罗马尼亚贸易伙伴中的第三位就是匈牙利，前两位分别是德国和意大利。
匈牙利国内的两家大公司MOL集团、OTP银行集团分别在2003年及2004年进入罗马尼亚  。MOL集团在罗境内拥有138家加油站，该国加油站总数的十分之一都属于MOL集团。OTP银行在罗国内设有大量支行，分布在每一个县里。
匈牙利的低成本航空公司維茲航空承运了从多个罗马尼亚机场（位于布加勒斯特、克卢日-纳波卡、特尔古穆列什、锡比乌、蒂米什瓦拉、雅西、苏恰瓦以及克拉约瓦）到其他欧洲城市的航线。维兹航空是在罗马尼亚境内运营的最大低成本航空公司，2013年，该公司通过至少72条航线运载了320万人次乘客。
罗马尼亚的互联网、有线电视及卫星电视行业公司RCS & RDS号称匈牙利电视市场中的第二或第三大企业（截至2013年8月），占据了市场的22.4%。
在罗马尼亚投资的主要匈牙利企业：MOL、OTP银行、格德昂·里希特制药公司（Gedeon Richter Plc.）
在匈牙利投资的主要罗马尼亚企业：RCS & RDS、達契亞汽車

## 冲突
至今仍有不少匈牙利人觉得罗马尼亚的国土来路不正，因为该国的特兰西瓦尼亚地区在历史上曾三度归属匈牙利王国（1000-1526、1848-1849、1867-1920），一度属于匈牙利王冠领地（Lands of the Hungarian Crown，即东匈牙利王国1526-1570），一度归属特兰西瓦尼亚公国（Principality of Transylvania，1570-1867）。1920年的《特里亞農條約》将特兰西瓦尼亚送给了罗马尼亚。

### 第一次世界大战
罗马尼亚王国在战争的前两年里保持中立，因此与同盟国阵营中的奥匈帝国互不侵犯。1916年8月，罗马尼亚加入协约国，对匈牙利王国发动了进攻。10月，罗马尼亚军队被打回了罗匈边境，次年1月，罗马尼亚王国的三分之二的国土都被同盟国军队占领。罗军被迫东撤至摩尔达维亚地区，最终在1917年重整旗鼓，在马拉塞什蒂（今勒夸萨乡附近）和奥伊图兹（Oituz）挡住了敌军的攻势。1917年十月革命过后，俄国陷入内战，布尔什维克政府与同盟国签订了两份停火条约，在12月15日彻底退出战争。罗马尼亚王国失去俄国支持后也被迫议和，于1917年12月9日在福克沙尼（Focsani）与同盟国签订停战协定。

### 匈牙利-罗马尼亚战争
1918年，罗马尼亚带着与1916年时类似的目的重新加入战争，在1919年的匈牙利-罗马尼亚战争中，匈牙利苏维埃共和国军队的作战目标是控制住匈罗边境，但很快就被击败，匈罗边境此后被罗马尼亚军队占据数月。

### 特里亚农条约
1920年的特里亚农条约正式终结了多个同盟国（罗马尼亚王国就是其中之一）与匈牙利王国（从奥匈帝国分裂出的独立国家之一）之间的战争。条约规定，整个特兰西瓦尼亚地区、部分巴纳特、克里萨纳（Crisana）以及马拉穆雷斯（Maramures）地区都属于罗马尼亚王国。

### 战间时期及第二次世界大战
在两次世界大战之间的岁月里，匈牙利的人民生活与政治风气一直被笼罩在特里亚农条约的阴影之下。而且，匈牙利政府的右倾趋势也愈发明显，最终，摄政王霍尔蒂·米克洛什领导的匈牙利政府与法西斯意大利及纳粹德国建立了密切的外交关系。匈牙利在1938年的第一次维也纳仲裁（First Vienna Award）中得到了捷克斯洛伐克的南部领土，后又在1939年吞并了喀尔巴阡鲁塞尼亚。但这些领土也只是匈牙利在特里亚农条约中失去的大面积国土的一小部分，最让匈牙利人耿耿于怀的还是割让给罗马尼亚的特兰西瓦尼亚。
1940年，苏联占领罗马尼亚的比萨拉比亚和北布科维纳（Northern Bukovina），匈牙利此后加快了“解决特兰西瓦尼亚问题”的进程，想要尽可能多地收回特兰西瓦尼亚领土。但罗马尼亚只把特兰西瓦尼亚的一小部分交给了匈牙利。匈罗谈判最终没取得任何进展。罗马尼亚政府之后请求意大利和德国出面调停，德国外长里宾特洛甫与意大利外长齐亚诺于1940年8月30日在维也纳的美景宫（Belvedere）会晤，裁定罗马尼亚将北特兰西瓦尼亚（面积43104平方千米，人口2577260人）让与匈牙利，史称第二次维也纳仲裁（Second Vienna Award）。据罗马尼亚方面估计，当地人口中的50.2%是罗马尼亚人，37.1%是匈牙利人；根据匈牙利方面的1941年人口普查结果，当地人口中的53.5%是匈牙利人，39.1%是罗马尼亚人。
匈牙利人与罗马尼亚人在1940年的民族冲突在匈牙利军队占据北特兰西瓦尼亚后仍在继续，小规模骚乱最终演变为屠杀事件（特雷兹内亚Treznea屠杀、伊普Ip屠杀）。南特兰西瓦尼亚的罗马尼亚当局驱逐匈牙利人之后，北特兰西瓦尼亚的匈牙利当局也驱逐了一些罗马尼亚人。居住在割裂的特兰西瓦尼亚地区的匈牙利及罗马尼亚人背井离乡，进入由各自政府所控制的领土。这场大规模民族迁移牵扯到了双方共10万余人。
匈牙利与罗马尼亚在二战中都加入了轴心国阵营，双双派兵跟从德国入侵苏联。1944年8月23日政变之后，罗马尼亚调转枪口，与匈牙利兵戎相见。罗军跟从苏军入侵匈牙利，在1944年10月夺回了北特兰西瓦尼亚，于次年3月在当地重建罗马尼亚政府。1947年的巴黎和平条约重新裁定了罗匈边境线，两国边界又回到了27年前的特里亚农条约生效后的状态。罗马尼亚正式收回北特兰西瓦尼亚地区。

## 两国使馆
- 匈牙利在布加勒斯特设有使馆，在克卢日-纳波卡以及米耶尔库雷亚丘克设有领事馆[15]。
- 罗马尼亚在布达佩斯设有使馆，在久洛以及塞格德设有领事馆[16]。